# 阿西达利亚丘群

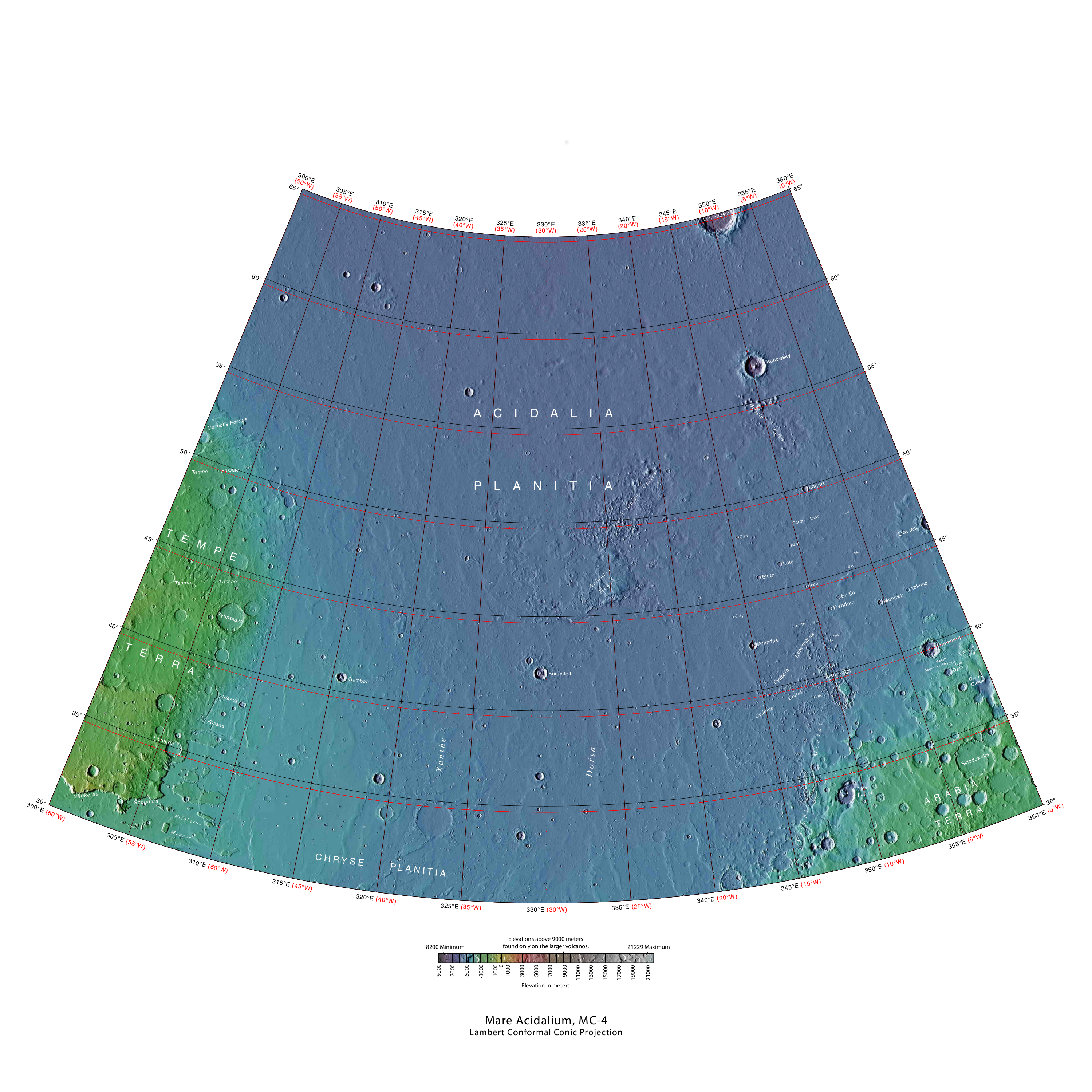
阿西达里亚海区地图，可清楚看到罗蒙诺索夫和库诺夫斯基撞击坑，著名的“火星人脸”位于塞东尼亚桌山群附近。

阿西达利亚丘群（Acidalia Colles）是火星上位于阿西达里亚海区北纬50.9度、西经23.1度处的一群山丘，其范围约360公里长，名称取自以古典反照率特征。术语“丘群”专用于小山丘或岩垛群；在阿西达利亚丘群上也观察到了冲沟。

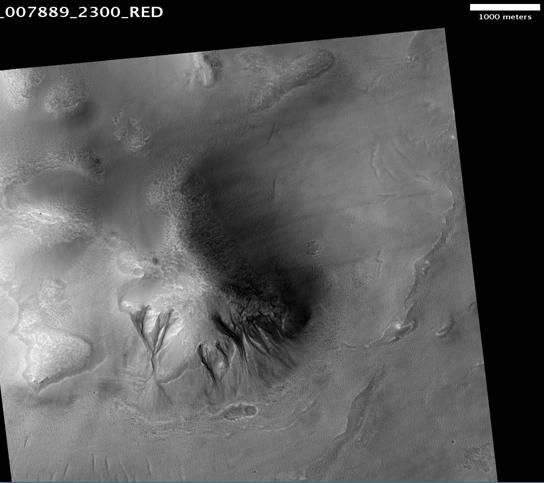
阿西达里亚丘群冲沟及相关特征，比例尺长1000米（0.62英里）。